# 普爾海姆
普尔海姆（德語：Pulheim，發音：[ˈpʊlhaɪm] ⓘ）是德国北莱茵-威斯特法伦州科隆行政区莱茵-埃尔夫特县的城市，面积72.15平方千米，2023年12月31日人口为56,284人。